# R0 (motorväg, Belgien)
R0 eller Bryssels ringled (nederländska: Grote ring rond Brussel, franska: Ring de Bruxelles) är en väg som utgör en ringled runt Bryssel samt några mindre orter söder om Bryssel. Den är 76 km lång, färdigställdes 1978 och har två eller tre körfält i vardera riktningen. Större delen av vägen är klassad som motorväg. 
Söder om Bryssel går R0 en bra bit söderut, förbi Waterloo, innan den åter går norrut. Ringleden är därmed snarare formad som en oval än som en cirkel. Den går genom 23 kommuner, varav 15 i Flandern, 5 i Brysselregionen och 3 i Vallonien.